# Mr. Shing-A-Ling
Mr. Shing-A-Ling è un album di Lou Donaldson, pubblicato dalla Blue Note Records nel 1967. Il disco fu registrato il 27 ottobre del 1967 negli studi di Rudy Van Gelder a Englewood Cliffs, New Jersey (Stati Uniti).

## Tracce
Lato A
1. Ode to Billie Joe – 6:30 (Bobby Gentry)
2. The Humpback – 5:22 (Lou Donaldson)
3. The Shadow of Your Smile (Love Theme from The Sandpiper) – 6:18 (Johnny Mandel, Paul Francis Webster)

Lato B
1. Peepin' – 8:18 (Lonnie Smith)
2. The Kid – 11:00 (Harold Ousley)

## Musicisti
Lou Donaldson Quintet
- Lou Donaldson - sassofono alto
- Blue Mitchell - tromba (tranne su : A1)
- Lonnie Smith - organo
- Jimmy Ponder - chitarra
- Leo Morris - batteria